# Edu Lobo
Edu Lobo (Rio de Janeiro, 29 d'agost de 1943) és un compositor, arreglador, guitarrista i cantant brasiler, considerat com un dels més importants referents de la segona generació de la bossa nova.

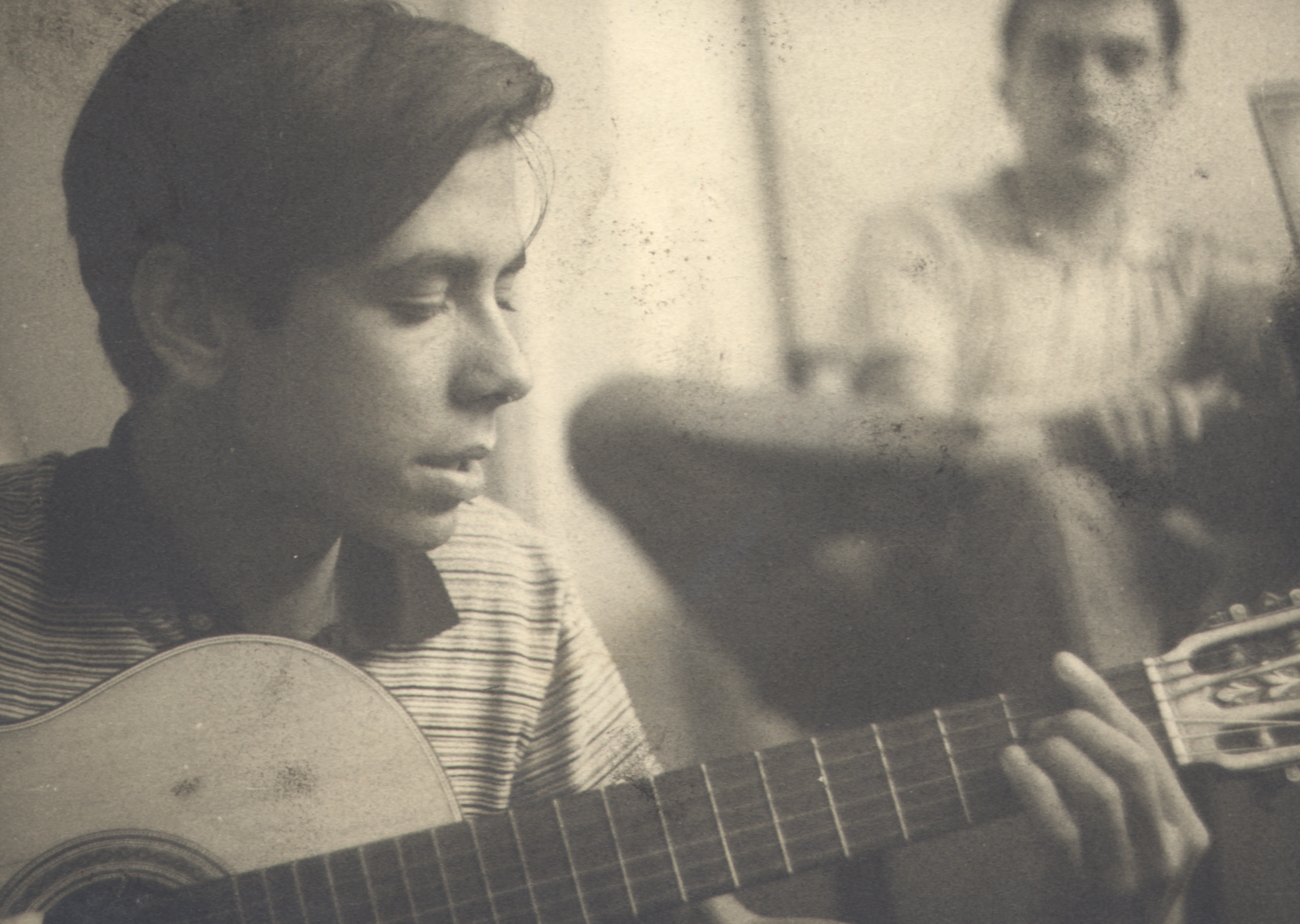
Edu Lobo, 1963.

Edu Lobo, 1967

## Carrera
Fill del compositor Fernando Lobo, va començar en la música tocant acordió, però després es va interessar en la guitarra malgrat la molèstia del seu pare. Va iniciar la seva carrera en els anys 60 fortament influenciat pel Bossa nova. Va conèixer a Vinícius de Moraes amb qui va compondre "Só Me Fez Bem". Amb el pas del temps va adoptar una postura més política-social a causa de la gran repressió que es vivia durant la dictadura militar brasilera per part de la seva generació. En aquesta època treballaria amb el cineasta Ruy Guerra. Al mateix temps que participava de diversos festivals de música popular, va obtenir el seu primer premi en 1965 amb el tema Arrastão (al costat de Vinicius de Moraes), i en 1967 amb Ponteio (amb Capinam). Edu es dedica també a compondre bandes sonores per a espectacles teatrals, entre elles l'històric Arena Conta Zumbi, al costat de Gianfrancesco Guarnieri. Després d'una temporada als Estats Units, Edu torna al Brasil i reprèn diversos treballs, entre ells al costat de Chico Buarque, amb qui compon diverses peces en conjunt.
Pensat originalment per a o ballet teatre, Edu crea O Grande Circo Místico, inspirat en un poema homònim de Jorge de Lima. L'espectacle es va estrenar en 1983, barrejant música, ballet, òpera, circ, teatre i poesia. Aquest èxit va originar una gira de dos anys pel país, assistida per més de dues-centes mil persones durant les més de dues-centes presentacions. Va consagrar una de les més completes obres presentades al país, i fins i tot presentant-se en Lisboa, Portugal. Les conacions van ser interpretades per artistes de la talla de Milton Nascimento, Gal Costa, Simone, Gilberto Gil, Zizi Possi, entre d'altres. Després es va editar el disc.
En acabar la dictadura al seu país, Edu participa en la versió brasilera del tema «We Are the World», hit estatunidenc que va ajuntar fons per a la superació de la pobresa en Àfrica.
El disc Meia-noite va rebre el premi Sharp al millor disc de música popular brasilera l'any 1995. Així mateix el disc Cambaio, gravat amb Chico Buarque, va rebre el Grammy Llatí al millor àlbum de MPB en 2002.
Durant la seva carrera Edu ha treballat amb els grans de la música brasilera com Tom Jobim, Chico Buarque, Hermeto Pascoal, João Gilberto, Maria Bethânia, Milton Nascimento, Gal Costa, Simone, Gilberto Gil, Zizi Possi, entre molts altres.

## Discografia
- A musica de Edú Lobo Por Edu Lobo – Edú Lobo – 1964 Elenco[5]
- Edú canta Zumbi – 1965 Som Maior
- Edú & Bethania – Edú Lobo / Maria Bethania – 1966 Elenco
- Reencontro – Sylvia Telles / Edú Lobo / Trio Tamba / Quinteto Villa-Lobos – 1966
- Edú – 1967 Philips
- Edú Canta Zumbi – 1968 Elenco
- Sérgio Mendes Presents Lobo – Edú Lobo – (A&M, 1970)[6][7]
- Cantiga de longe – Edú Lobo – 1970 Elenco[8]
- Missa Breve – Edú Lobo / Milton Nascimento – 1972 EMI Odeon
- Deus lhe pague – Varios / Several – 1976 EMI ODEON
- Limite das aguas – Edú Lobo – 1976 Continental
- Camaleão – Edú Lobo – 1978 Philips
- Tempo presente – Edú Lobo – 1980 Polygram[9]
- Edú & Tom – Edú Lobo / Tom Jobim – 1981 Polygram
- Jogos de Dança – 1981 –
- O Grande Circo Místico – Milton Nascimento / Jane Duboc / Gal Costa / Simone / Gilberto Gil / Tim Maia / Zizi Possi / Chico Buarque / Edú Lobo – 1983 Som Livre[10]
- Dança da Meia Lua – Edu Lobo – 1985 Sigla
- O Corsário do Rei – Fagner / Edú Lobo / ChicoBuarque / Blitz / Gal Costa / MPB4 / Nana Caymmi / Lucinha Lins / Tom Jobim / Zé Renato / Claudio Nucci / Ivan Lins / Marco N – 1985 Som Livre
- Rá-Tim-Bum – Boca Livre, Caetano Veloso, Joyce, Maíra, Quarteto Quatro por Quatro, Ze Renato, Edú Lobo, Jane Duboc, Rosa Maria – 1989 –
- Corrupião – Edú Lobo – 1993 Velas[11]
- Meia Noite – Edú Lobo, Dori Caymmi – 1995 Velas[12]
- Songbook Edú Lobo – Varios / Various – 1995 Lumiar Discos
- Album de Teatro – 1997 BMG
- Cambaio – Edú Lobo / Chico Buarque / Gal Costa / Lenine / Zizi Possi – 2002
- Tantas Marés – 2010 Biscoito Fino
- Dos Navegantes – Edú Lobo / Romero Lubambo / Mauro Senise – 2017 Biscoito Fino

Amb Paul Desmond
- From the Hot Afternoon (A&M/CTI, 1969)[13]